# Grande mercato di Saint-Denis
Il Grande mercato di Saint-Denis è uno storico mercato coperto d'artigianato situato nella città di Saint-Denis alla Riunione nell'oltremare francese.
L'edificio è monumento storico dal 21 agosto 1997.

## Storia
La struttura venne edificata tra il 1864 e il 1866 laddove sorgevano alcuni immobili allora gestiti dall'ufficio di benevolenza e che cadevano ormai in rovina.

## Descrizione
L'edificio è composto da otto padiglioni distribuiti intorno ad un vialetto centrale. Presenta una struttura metallica poggiata su delle colonne in ghisa.